# Disconeura lutosa
Disconeura lutosa là một loài bướm đêm thuộc phân họ Arctiinae, họ Erebidae.